# Fritz Pirkl
Fritz Pirkl (* 13. August 1925 in Sulzbach, heute Ortsteil von Sulzbach-Rosenberg; † 19. August 1993 bei Aschau im Chiemgau) war ein deutscher Politiker (CSU).

## Leben und Beruf
Pirkl wurde als Sohn eines Eisenbahners geboren. Nach dem Schulbesuch erhielt er seine Einberufung zur Wehrmacht und nahm von 1943 bis 1945 als Soldat am Zweiten Weltkrieg teil. Kurz vor dem Kriegsende erlitt er eine Verwundung.
Pirkl beteiligte sich 1945 am Aufbau des Bundes der Deutschen Katholischen Jugend (BDKJ) in Nürnberg. Er nahm 1946 ein Studium der Psychologie, Volkswirtschaft und Geschichte an den Universitäten in Würzburg und Erlangen auf, das er 1950 mit dem Diplomexamen für Psychologie sowie 1952 mit der Promotion zum Dr. phil. beendete. Anschließend arbeitete er kurzzeitig als Erziehungs- und Wirtschaftsberater. Von 1954 bis 1964 war er bei verschiedenen Dienststellen der Arbeitsverwaltung tätig, zunächst in Erlangen und dann bei der Hauptstelle der Bundesanstalt für Arbeit in Nürnberg. Hier wurde er zuletzt zum Verwaltungsoberrat befördert.
1968 wurde Fritz Pirkl vom Kardinal-Großmeister Eugène Kardinal Tisserant zum Ritter des Ritterordens vom Heiligen Grab zu Jerusalem ernannt und am 8. Juli 1968 in München durch Lorenz Kardinal Jaeger, Großprior der deutschen Statthalterei, sowie Hermann Josef Abs, Statthalter in Deutschland, in den Orden investiert.
Fritz Pirkl starb am 19. August 1993 beim Bergwandern in der Nähe von Aschau im Chiemgau.

## Partei

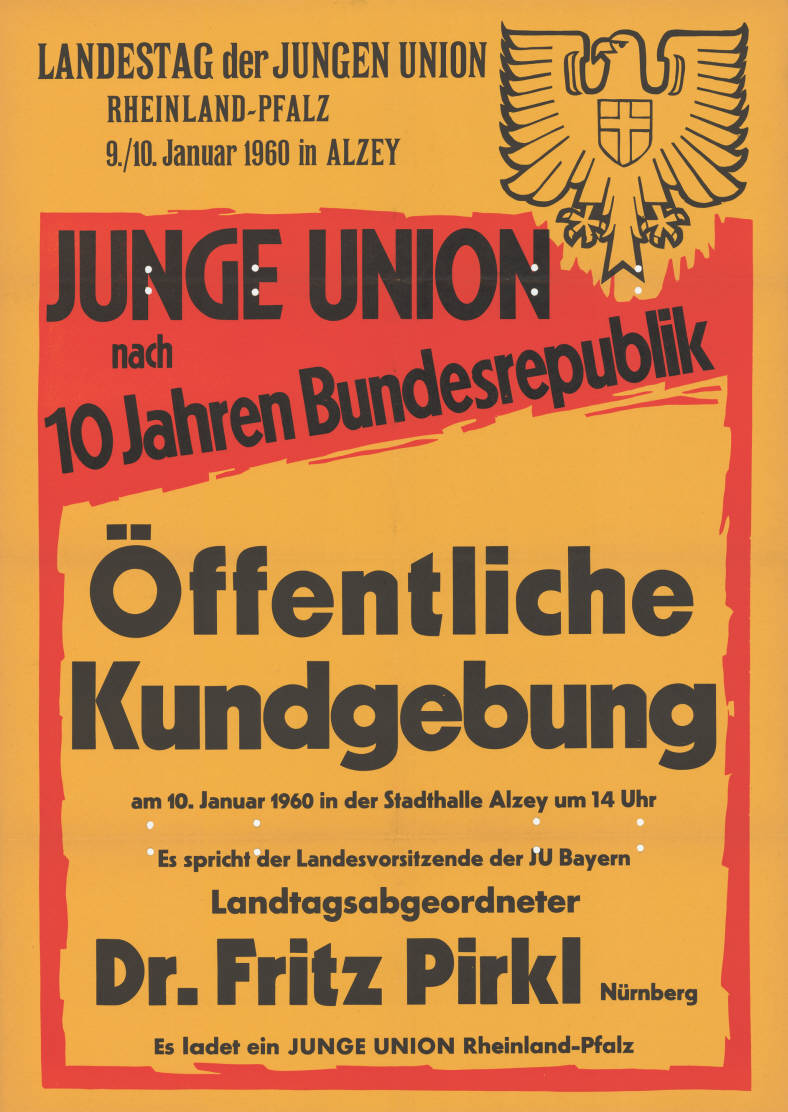
Eine Kundgebung in Alzey (1960)

Pirkl trat 1949 in die CSU ein. Er schloss sich im gleichen Jahr der Jungen Union (JU) an, war von 1952 bis 1957 stellvertretender Vorsitzender und von 1957 bis 1961 Vorsitzender der JU Bayern. Von 1960 bis 1963 fungierte er als stellvertretender Bundesvorsitzender der JU Deutschlands. Von 1955 bis 1991 war er Mitglied des CSU-Landesvorstandes und von 1963 bis 1991 Mitglied des CSU-Präsidiums. Darüber hinaus war er von 1969 bis 1989 Landesvorsitzender der Christlich-Sozialen Arbeitnehmerschaft (CSA). 1966 beteiligte er sich an der Gründung der den Christsozialen nahestehenden Hanns-Seidel-Stiftung, die er von 1967 bis zu seinem Tode leitete.

## Abgeordneter
Pirkl war von 1952 bis 1959 Ratsmitglied der Stadt Nürnberg. Dem Bayerischen Landtag gehörte er von 1958 bis zu seiner Mandatsniederlegung am 1. November 1984 an. Hier war er von 1958 bis 1962 stellvertretender Vorsitzender des Ausschusses für Angelegenheiten der Heimatvertriebenen und Kriegsfolgegeschädigten und von 1962 bis 1966 stellvertretender Vorsitzender des Ausschusses für Sozialpolitische Angelegenheiten. Von 1984 bis 1993 war er Mitglied des Europäischen Parlamentes. 1984 und 1989 war er Spitzenkandidat seiner Partei zu den jeweiligen Europawahlen.

## Öffentliche Ämter
Pirkl wurde am 24. Juni 1964 als Staatssekretär für Arbeit und Soziale Fürsorge in die von Ministerpräsident Alfons Goppel geführte Regierung des Freistaates Bayern berufen und erhielt am 5. Dezember 1966 seine Ernennung zum Staatsminister für Arbeit und Soziale Fürsorge. Er führte seit dem 1. Januar 1972 die Amtsbezeichnung Staatsminister für Arbeit und Sozialordnung und gehörte seit 1978 auch der von Ministerpräsident Franz Josef Strauß geleiteten Folgeregierung an. 
In dieser Zeit versuchte Ernst Nay, Leiter des Versorgungsamtes München I, den Bescheid über den Berufsschadensausgleich für die Witwe des NS-Juristen Roland Freisler aufzuheben. Pirkl war jedoch einer seiner Vorgesetzten, der dieses Vorhaben behördenintern ablehnte und verhinderte. Anschließend wurde Nay schikaniert und aus dem Dienst gedrängt. Am 17. Juli 1984 schied Pirkl aus der Landesregierung aus und wurde in seinem Ministeramt von Franz Neubauer abgelöst.

## Opus Dei
Fritz Pirkl war seit seiner Zeit als JU-Funktionär eng mit der katholisch-kirchlichen Vereinigung Opus Dei verbunden und blieb bis zu seinem Tod Präsident der Münchener Rhein-Donau-Stiftung e. V., einer werkseigenen Institution, die Finanztransfers der Organisation mit Spanien und Lateinamerika abwickelt und der internationalen Geldbeschaffung für Opus-Dei-Zwecke dient. In dieser Funktion bildete Pirkl ein für das Opus Dei wichtiges Scharnier zwischen Kirche und Politik. Sein Nachfolger als Präsident wurde Norbert Geis.

## Ehrungen und Auszeichnungen
- 1956: Ehrenmitglied der katholischen Studentenverbindung KDStV Ostmark Nürnberg im CV
- 1965: Bayerischer Verdienstorden
- 1967: Verdienstkreuz am Bande
- 1968: Ernennung zum Ritter vom Heiligen Grab
- 1969: Bundesverdienstkreuz 1. Klasse
- 1970: Ehrenplakette des Bundes der Vertriebenen
- 1973: Großes Bundesverdienstkreuz mit Stern (1976) und Schulterband (1981)
- 1980: Europäischer Karlspreis der Sudetendeutschen Landsmannschaft
- 1983: Ehrenring der Stadt Bamberg
- 1986: Bayerische Verfassungsmedaille in Gold
- 1989: Hugo-Münsterberg-Medaille
- Namensgeber der Fritz-Pirkl-Straße in Nürnberg